# Li Yan (siatkarka)
Li Yan (chiń. 李艳; pinyin Li Yàn; ur. 1 maja 1976 w Fuzhou) – chińska siatkarka, medalistka  igrzysk olimpijskich, mistrzostw świata i pucharu świata. Gra na pozycji libero.

## Życiorys
Li była w składzie reprezentacji Chin, która zdobyła brąz w Pucharze Świata 1995 w Japonii. Wystąpiła na igrzyskach olimpijskich 1996 w Atlancie. Zagrała wówczas we wszystkich meczach, w tym w przegranym finale z Kubą. 1998 podczas rozgrywanych u siebie mistrzostw świata Chinki zdobyły wicemistrzostwo. W 2000 Li zagrała po raz drugi na igrzyskach, w Sydney. Wystąpiła we wszystkich meczach, a reprezentantki Chin zajęły 5. miejsce w turnieju.

### Kariera klubowa
- Volley Bergamo 2003–2004

#### Sukcesy
- Puchar CEV 2004
- Mistrzostwo Włoch 2004